# Osvaldo Adrián López
Osvaldo Adrián López (n. ca. de 1945- fallecido), fue un destacado músico argentino, ejecutante de batería, que en las décadas de 1960 y 1970 integró las bandas precursoras del llamado "rock nacional" en Argentina y los grupos de fusión del jazz, con el rock y el tango. 

## Biografía
En 1966 formó Los In, con Amadeo Álvarez (voz), Francis Smith (guitarra) y  Freddy Meijboom (bajo), una banda que realizaba rock en inglés que alcanzó una considerable difusión. Existen varios videos de la época con sus interpretaciones en vivo.
En 1970 fue convocado por Carlos Bisso para integrar Carlos Bisso y su Conexión Nº 5. Entre 1970 y 1974 integró también el histórico grupo Sanata y Clarificación de Rodolfo Alchourron, precursor de la fusión rock-jazz-tango, grabando los dos álbumes del grupo.
En 1973 fue invitado por el pianista de jazz Enrique ''Mono'' Villegas para acompañarlo en el recital de sus 60 años realizado en el Teatro Municipal General San Martín de Buenos Aires, del cual surgió también un álbum. Por entonces integró un trío con el Mono Villegas y Oscar Alem en contrabajo, que según Sergio Pujol:

...era una sociedad mágica de la que siempre podía esperarse alguna sorpresa.

En 1974 integró el grupo Cuero, en su segunda formación, liderado por Nacho Smilari, junto con Adalberto Cevasco (bajo), Bernardo Baraj (saxos), Raúl Parentella (piano) y Joe Coco (percusión), grabando ese año el álbum Crecimiento.
En 1977, luego de la separación de Invisible, Luis Alberto Spinetta lo convocó para grabar el álbum A 18' del sol, que dio inicio a la llamada Banda Spinetta.
En las décadas de 1980 y 1990 se dedicó a la enseñanza de batería en su academia, siendo maestro de bateristas como Hernán Aramberri (Los Redonditos de Ricota).

## Discografía (Álbumes)
- El toque de hoy, con Los In, (1966)
- Action!!, con Los In, (1967)
- Conmoción?, con Los In, (1969)
- Carlos Bisso con su grupo Conexión Nº 5 (1970)
- Carlos Bisso y su Conexión n.º 5
- Sanata y clarificación, con Sanata y Clarificación, (1972)
- Enrique "Mono" Villegas: 60 Años, con el Mono Villegas, (1973)
- Crecimiento, con Cuero, 1974
- Sanata y clarificación Vol. 2, con Sanata y Clarificación, (1974)
- Humanos (álbum de Pastoral), 1976
- A 18' del sol, con Luis Alberto Spinetta, 1977